# Metasynaptops micans
Metasynaptops micans es una especie de coleóptero de la familia Attelabidae.

## Distribución geográfica
Habita en Australia.